# Pioneer 0
La sonda Pioneer 0 (conosciuta anche come Thor-Able 1) venne progettata per orbitare attorno alla Luna.
Trasportava una videocamera televisiva e altri strumenti come parte del carico scientifico del primo Anno Internazionale della Geofisica.
Fu il primo tentativo di attuare una missione lunare da parte degli Stati Uniti e il primo oggetto in assoluto che tentò di raggiungere un'orbita al di fuori di quella terrestre.
Venne lanciata il 17 agosto 1958 dalla United States Air Force, ma la sonda si distrusse in seguito ad un'esplosione del primo stadio avvenuta 77 secondi dopo il lancio, quando era a 16 km di altezza sopra l'Oceano Atlantico.
Si sospetta che l'esplosione sia stata provocata da una rottura nella linea per l'erogazione dell'ossigeno o da una turbopompa difettosa.
Dopo l'esplosione, la sonda continuò ad inviare per 123 secondi segnali di telemetria errati e venne deviata forzatamente verso l'oceano.
Il piano originale prevedeva che la sonda navigasse per 2,6 giorni verso la Luna, quindi un motore a propellente solido TX-8-6 avrebbe inserito la sonda in un'orbita lunare a 29.000 km di altezza, dove sarebbe rimasta per circa due settimane.

## La sonda
La Pioneer 0 era costituita da un corpo centrale di forma cilindrica dalle cui estremità partivano due strutture a forma di tronco di cono.
Il cilindro aveva 74 cm di diametro e la distanza tra le sommità dei due coni era di 76 cm.
Lungo l'asse della sonda e sporgente dalla fine del cono inferiore c'era un razzo ad iniezione di propellente solido con il suo supporto, che costituivano la struttura principale della sonda.
Otto piccoli propulsori a propellente solido a bassa spinta per le regolazioni della velocità erano montati sulla sommità del cono superiore in una struttura ad anello che poteva essere espulsa dopo l'uso.
Dallo stesso cono si protendeva anche un'antenna a dipolo magnetico.
La copertura era composta da plastica laminata ed era dipinta con un motivo a strisce chiare e scure che serviva per aiutare a regolarne la temperatura.
La massa complessiva degli strumenti scientifici presenti era di 11,3 kg e consisteva in un sistema televisivo di scansione infrarossa dell'immagine per studiare la superficie della Luna, un diaframma/microfono costruito per rilevare micrometeoriti, un magnetometro e resistori variabili a seconda della temperatura per registrare le condizioni all'interno della sonda.
La sonda era alimentata da batterie nichel-cadmio per l'accensione dei razzi, batterie a celle d'argento per il sistema televisivo e batterie al mercurio per i circuiti rimanenti.
La trasmissione radio era a 108,06 MHz attraverso un'antenna a dipolo elettrico per la telemetria.
I comandi dal suolo venivano ricevuti attraverso un'antenna a 115 MHz.
La sonda venne progettata per essere la Pioneer (o Pioneer 1), ma il fallimento del lancio ha precluso quel nome.